# Downtown Louisville
Le Downtown Louisville est le plus grand quartier des affaires de l'État du Kentucky aux États-Unis. Il est situé à Louisville entre la rivière Ohio au nord, la rue Hancock à l'est, la rue Jacob au sud et la 9e rue à l'ouest. 
Le quartier est découpé en cinq zones principales se nommant West Main District, East Main District , Medical Center Fourth St. District et Civic Center.
Les plus hauts buildings de l'État du Kentucky sont localisés dans ce quartier. Citons ainsi l'AEGON Center, le National City Tower, le PNC Plaza et le Humana Building. En plus de tous les immeubles à bureaux de sociétés privées, le quartier accueille de nombreux services des gouvernements locaux et régionaux.
Le lieu accueille également des lieux de délassement comme le Fourth Street Live!, plusieurs hôtels proposant au total plus de 2000 chambres et des musées.

## Histoire

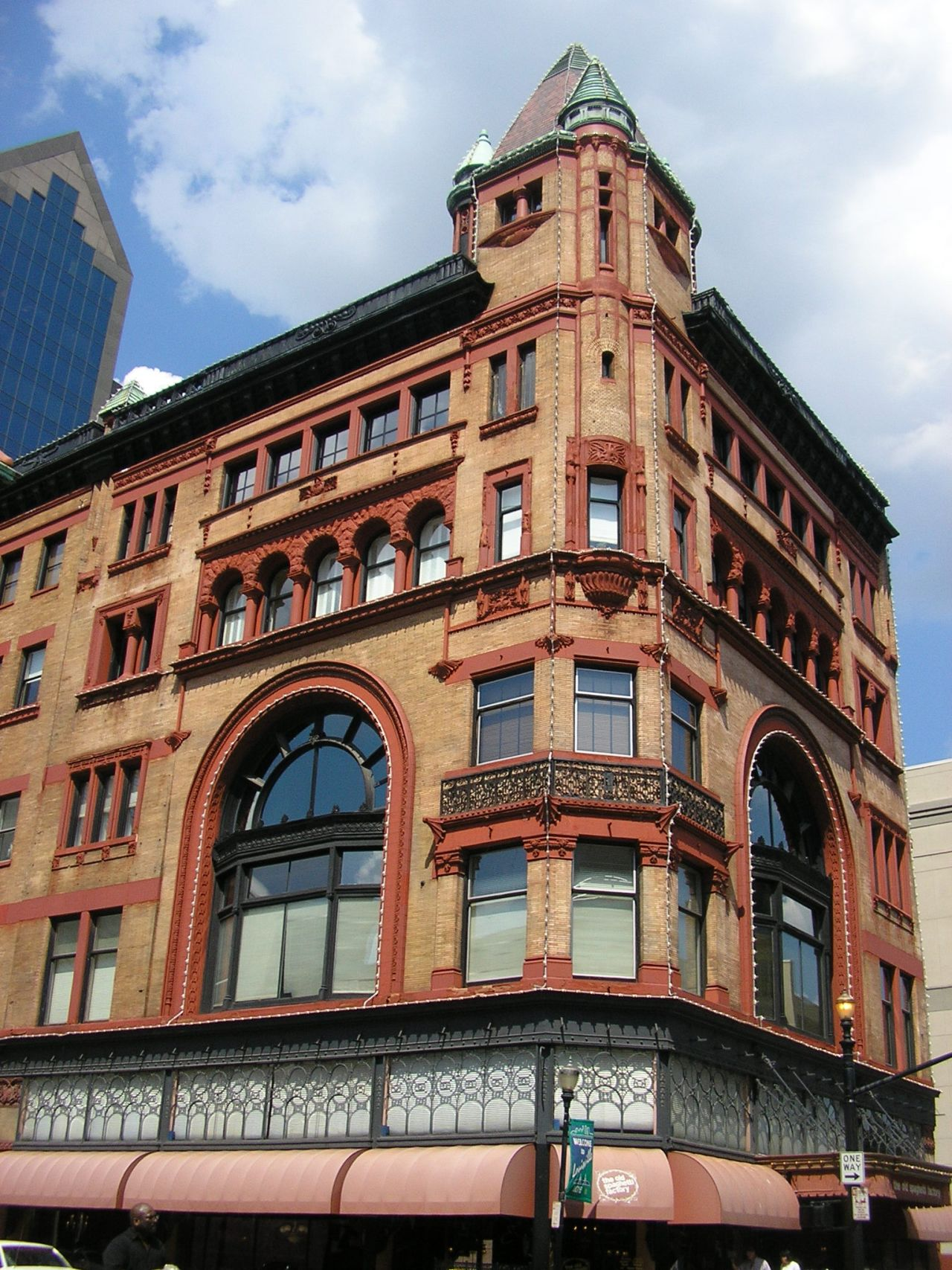
L'immeuble Levi construit en 1893 est un exemple d'architecture classique. Les niveaux supérieurs ont depuis été convertis en appartements.

Downtown Louisville est situé dans la partie la plus ancienne de la ville qui au début s'étendait principalement le long de la rivière Ohio. Le fort Nelson a abrité ainsi les premiers habitants jusqu'au milieu des années 1780 car les relations avec les indiens de la région n'étaient pas au beau fixe. 
Les premiers plans de la ville (1783) indiquaient un maillage des rues sur un axe Est-Ouest le long de la rivière. Les rues Main, Market et Jefferson possédaient déjà leurs noms actuels tandis que la rue actuellement nommée Liberty se nommait rue Green.
En 1830, Louisville dépassa en population (plus de 10 000 habitants) la ville de Lexington.  Le bateau à vapeur fit son apparition et le Louisville and Portland Canal fut construit. Des commerces apparurent tout comme des banques et des industries. À cette époque, les bâtiments dont certains subsistent encore, avaient entre 2 et 4 étages.  
L'apparition des trams favorisa le déplacement des habitants vers des quartiers situés plus en retrait. C'est d'ailleurs à partir de ce moment que fut construit le quartier de Old Louisville (Vieux Louisville). Les zones le long des chemins de fer se développaient plus que le quartier de Downtown en raison de la part décroissante de la rivière dans le transport.
En 1890, le premier gratte-ciel, le Columbia Building (10 étages) fit son apparition dans le quartier.  L'apparition de moyens de locomotions électriques favorisa l'exode des populations vers l'extérieur du quartier. De nombreux commerces suivirent. Le quartier restait toujours un quartier des affaires importants dans les années 1920. Un pont fut également construit pour traverser la rivière Ohio ce qui permettait de rejoindre au sec l'État de l'Indiana situé de l'autre côté.
Après la seconde guerre mondiale, la population continua à s'installer à l'extérieur du quartier et le quartier commença à décliner. Depuis les années 1970, le quartier a été le théâtre d'une restauration et de nombreux nouveaux buildings y ont été construits.
Entre les années 1970 et 1990, neuf immeubles de plus de 70 mètres ont été construits. Depuis les années 2000, de nombreux commerces et bâtiments résidentiels sont réapparus dans le quartier en vue d'y faire revenir une population. La construction du stade de base ball Louisville Slugger Field et du Waterfront Park en 1998 renforça le renouveau dans le quartier. En 2007, le Fourth Street Live! fut achevé. Le Muhammad Ali Center et le Kentucky Center sont quelques preuves du renouveau culturel du quartier.

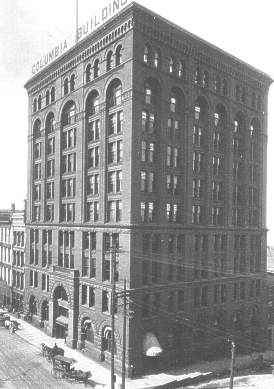
Le Columbia Building, premier gratte-ciel de la ville
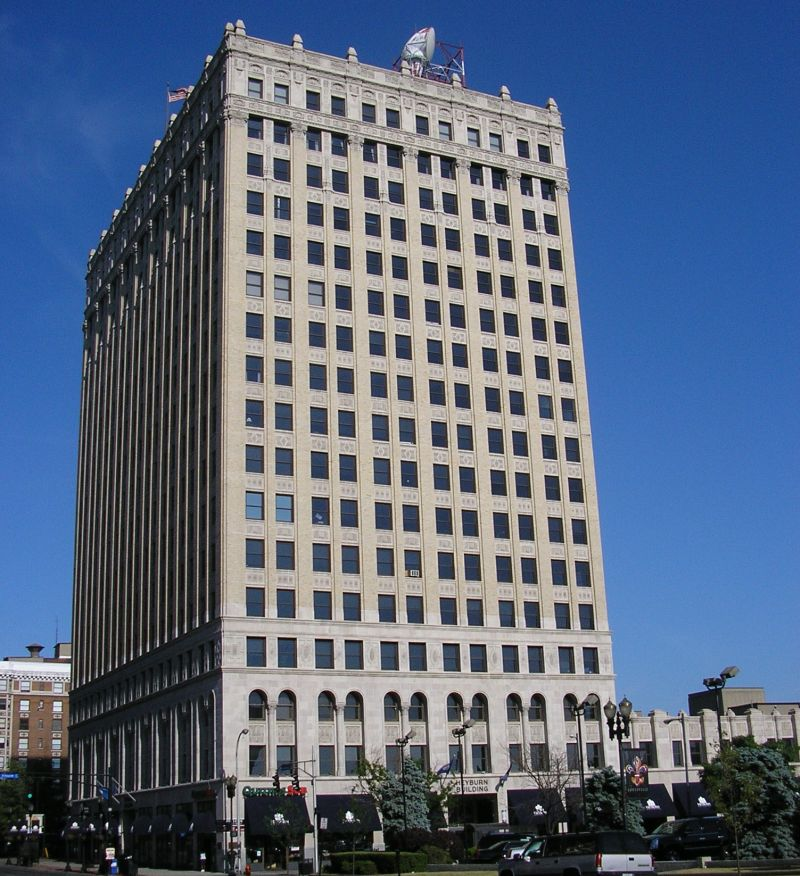
Le Heyburn Building (1928)

## Zones résidentielles

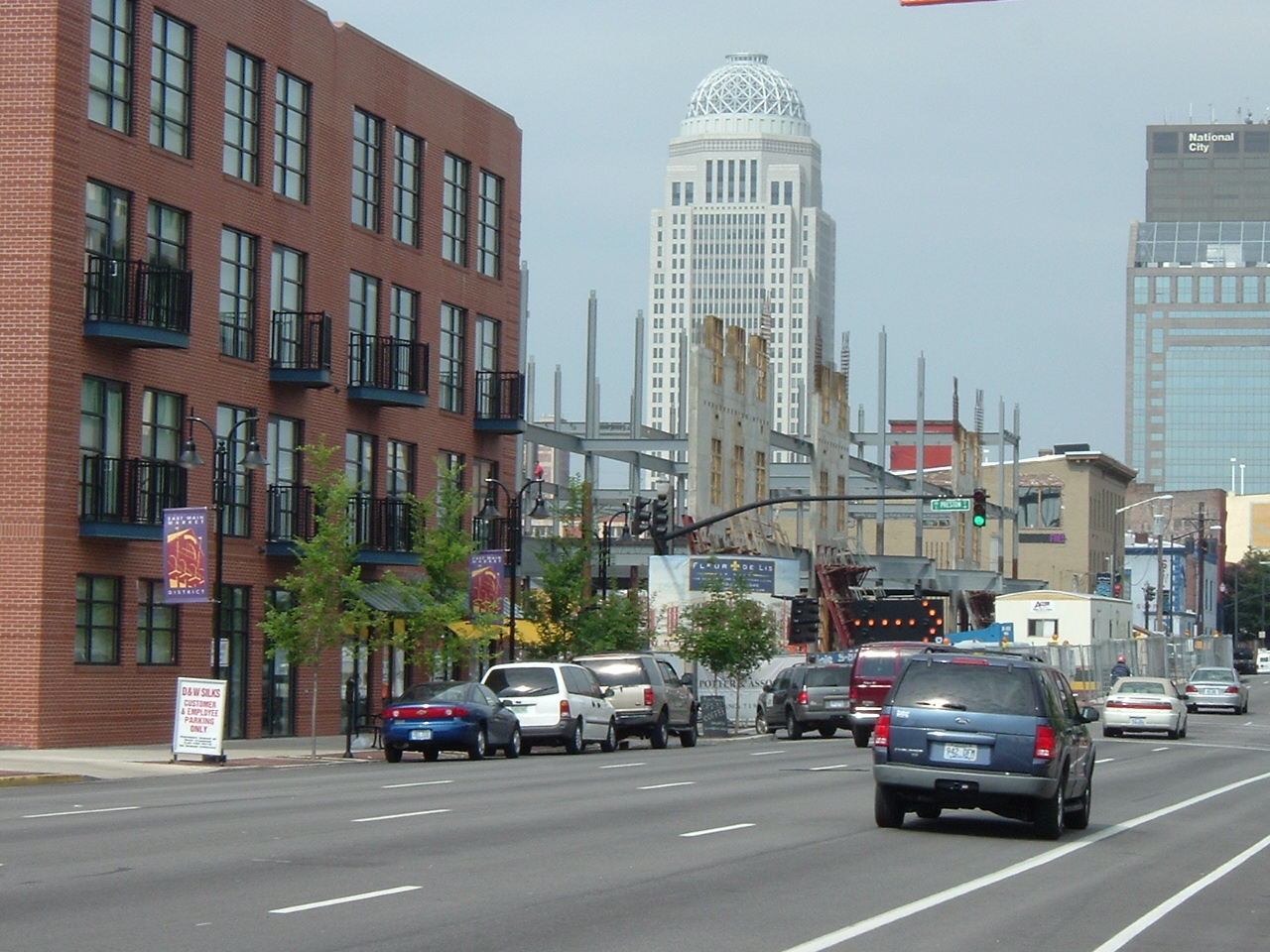
Downtown Louisville

Les premières habitations en dehors du fort étaient souvent faites de bois. Ensuite de nombreux manoirs furent érigés jusqu'au début du XXe siècle. Bien que ces maisons étaient faites de briques, très peu ont réussi à subsister après le milieu du XXe siècle.
À la fin de XXe siècle le quartier était considéré comme un quartier pour travailler mais pas pour résider car il n'y avait aucune activité après les heures de travail. Néanmoins, au début du XXIe siècle, des vieux entrepôts ou d'anciennes entreprises furent restaurés et transformés en appartements. 
Des immeubles résidentiels comme le Waterfront Park Place (22 étages) sont également apparus. En 2007, le quartier était classé parmi les 10 quartiers où l'on trouve le plus de service dans la zone métropolitaine de Louisville. De nombreux projets seront concrétisés entre 2005 et 2010. Ainsi, en 2010, le Museum Plaza Tower devrait atteindre 214 mètres pour 62 niveaux.

## Les plus hauts buildings
| Gratte-ciels de Louisville (Kentucky) classés par hauteur |                     |         |                 |                      |
| Rang                                                      | Nom                 | Hauteur | Nombre d'étages | Date de construction |
| 1                                                         | Museum Plaza        | 212 m   | 61              | 2010                 |
| 2                                                         | AEGON Center        | 167 m   | 34              | 1993                 |
| 3                                                         | National City Tower | 156 m   | 40              | 1972                 |
| 4                                                         | PNC Plaza           | 128 m   | 30              | 1971                 |
| 5                                                         | Humana Building     | 127 m   | 27              | 1985                 |
| 6                                                         | B&W Tower           | 111 m   | 26              | 1982                 |
| 7                                                         | Meidinger Tower     | 111 m   | 26              | 1982                 |
| 8                                                         | Waterfront Plaza II | 104 m   | 25              | 1993                 |
| 9                                                         | Waterfront Plaza I  | 104 m   | 25              | 1991                 |
| 10                                                        | E.ON U.S.Center     | 100 m   | 23              | 1989                 |